# Blatná
Blatná (deutsch Blatna) ist eine Stadt in Tschechien. Sie liegt 19 Kilometer nördlich von Strakonice und gehört zum Okres Strakonice.

## Geographie

### Geographische Lage

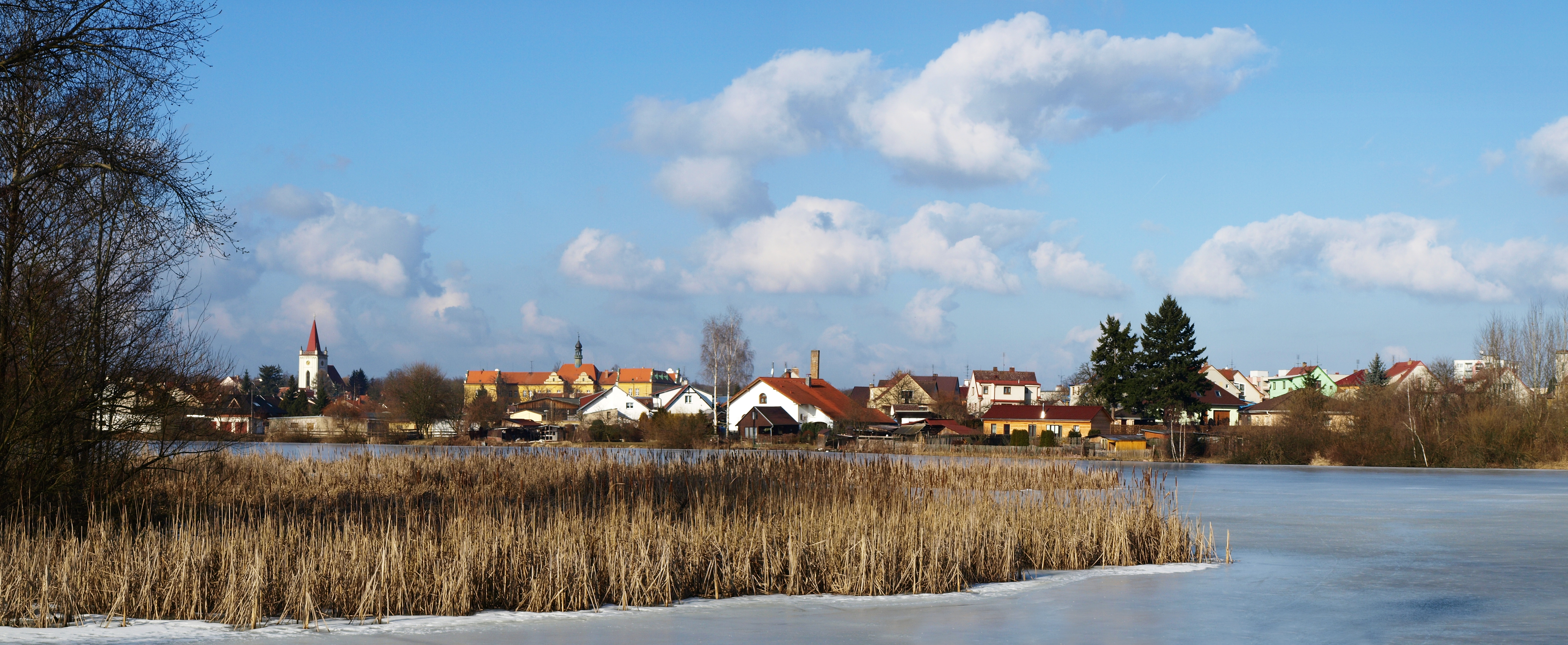
Ortsansicht

Blatná befindet sich an der Einmündung des Závišínský potok in die Lomnice im Mittelböhmischen Hügelland. Im Stadtgebiet und der näheren Umgebung liegen zahlreiche Teiche.

### Stadtgliederung
Die Stadt Blatná besteht aus den Ortsteilen Blatenka (Kleinblatna), Blatná (Blatna), Čekanice (Tschekanitz), Drahenický Málkov (Malkau b. Drahenitz), Hněvkov (Zorndorf), Jindřichovice (Heinrichsdorf), Milčice (Miltschitz), Řečice (Retschitz) und Skaličany (Skaltschan).

### Nachbargemeinden
Nachbarorte sind Bezdědovice und Paštiky im Norden, Skaličany im Nordosten, Buzice im Osten, Pacelice und Hněvkov im Südosten, Mačkov und Blatenka im Süden, Lhotka, Mračov und Vrbno im Südwesten, Řečice und Tchořovice im Westen sowie Hajany und Chlum im Nordwesten.

## Geschichte
Die erste Erwähnung von Blatná erfolgte im Jahr 1235. Besitzer der auf einer Flussinsel der Lomnice gelegenen Wasserburg Blatna war zu dieser Zeit Visemirus de Blatna. Am linken Flussufer gegenüber der Burg entstand an der Kreuzung der Handelswege von Prag nach Strakonice und von Písek nach Pilsen eine Ansiedlung. In verschiedenen Schriften ist zu lesen, dass die Herrschaft zu den Besitzungen der Templer gehört haben soll; jedoch lässt sich dies nicht urkundlich belegen. In der zweiten Hälfte des 13. Jahrhunderts erwarb Bavor II. von Strakonitz die Burg. Mit Břeněk von Strakonitz erlosch 1404 das Geschlecht der Bavor von Strakonitz und deren Güter fielen Johann Lev von Rosental zu. Zwischen 1520 und 1530 ließ Zdeniek Lev von Rosental die Wasserburg durch Benedikt Ried zu einem Frührenaissanceschloss umbauen. Im Jahre 1541 erwarben die Sternberger Blatná, 1579 folgen die Grafen Rozdrazowsky von Rozdrazow auf Blatna und Pomsdorf. 1558 wurde Blathnau als ein Städtchen bezeichnet. 1601 erfolgte die Erhebung zur Stadt. Haupterwerbsquelle ihrer Bewohner war die Fischzucht. Nachdem Franz Ignaz Rozdrazowsky von Rozdrazow 1691 kinderlos verstorben war, erbten die Grafen Kolowrat-Krakowsky die Herrschaft. Vier Jahre später erfolgte der Verkauf an Joseph Graf Serényi von Kis-Serény, der 1701 noch das Gut Skworetitz hinzukaufte und an die Herrschaft anschloss. Er hinterließ die Herrschaft 1742 seiner Witwe Maria Elisabeth, geborene Gräfin von Waldstein zur Nutznießung. Nach deren Tode erbten 1787 die Brüder Joseph Vinzenz, Amand, Johann Nepomucen und Ludwig Serényi von Kis-Serény. Sie verkauften die Herrschaft Blatná am 7. November 1798 an den k.k. Kämmerer Wenzel Hildprandt Freiherr von und zu Ottenhausen. 1803 erbte dessen Sohn Franz Hildprandt von und zu Ottenhausen den Besitz. Er errichtete 1812 unterhalb des Schlosses eine Runkelrübenzuckerfabrik. 1827 verkaufte er die Herrschaft an Ferdinand Hildprandt von und zu Ottenhausen.
Im Jahre 1840 umfasste die Herrschaft Blatna ohne die Stadt eine Nutzfläche von 11.269 Joch 215 Quadratklafter mit tschechischsprachigen 3988 Untertanen, darunter zwei Israelitenfamilien. Die Herrschaft bewirtschaftete sieben Meierhöfe in Blatna, Augezd, Lom, Skworetitz, Bezdědowitz, Nieretsch und Busitz sowie sechs Schäfereien in Augezd, Lom, Skworetitz, Bezdědowitz, Nieretsch und Busitz. Die Wälder waren unterteilt in das Dobschitzer Revier, Skworetitzer Revier und das Schloßrevier. Die Herrschaft betrieb zudem im Schlossbezirk die Runkelrübenzuckerfabrik, in Blatna eine Pottaschensiederei sowie bei Mischtitz einen Kalksteinbruch. Durch die Herrschaft führte über Blatna und Hněwkow die von Sedlitz kommende „Fischerstraße“. Untertänig waren die Schutz- und Munizipalstadt Blatna und die Dörfer Chlum, Paratschow (Paračov), Hajan, Dobschitz, Bezdědowitz, Paschtik, Skaltschan (Skaličany), Augezd (Újezd), Střižowitz (Střížovice), Busitz, Wenzelsdorf (Václavov), Hněwkow (Hněvkov), Mačkow, Mratschow (Mračov), Mischtitz und Newčelitz (Nevželice), die zum ehemaligen Gut Skworetitz gehörigen Dörfer Skworetitz, Muschetitz (Mužetice), Lom, Nieretsch (Míreč), Doll (Důl) und Patzelitz (Pacelice) sowie die Mühle in Blatenka und die Čermaker Mühle in Latzina (Laciná). Die Stadt Blatna bestand aus 257 Häusern mit 1805 Einwohnern, davon waren die 22 Häuser im Schlossbezirk mit 199 Einwohnern direkt der Herrschaft untertänig. Der Schlossbezirk umfasste das Schloss mit Kanzlei und Hauskapelle des hl. Andreas, einen Meierhof, eine Brauerei, ein Branntweinhaus, eine Pottaschensiederei, ein Försterhaus, eine Schmiede, die Rote Mühle, ein Obergärtnerhaus und eine Post sowie die abseits gelegenen Einschichten Mühle Pustj, die ehemaligen Eisenhämmer Raudensky mit einer Schrotmühle Ölpresse, sowie Hodan mit einer Brettsäge. In der Stadt befanden sich unter dem gemeinschaftlichen Patronat der Herrschaft und des Erzbistums Prag die Dechanteikirche Mariä Himmelfahrt, die Dechantei und eine Schule. Das Rathaus, Spital, städtische Bräuhaus, die acht Wirtshäuser, darunter drei Einkehrhäuser, eine Apotheke sowie vier Mühlen, standen dagegen unter dem herrschaftlichen Patronat. Nach Blatna eingepfarrt waren die Dörfer Clum, Hajany mit Řečitz, Paračow, Dobschitz, Bezdědowitz, Paschtik, Skaltschan, Augezd, Strižowitz, Busitz mit Zbusy, Wenzelsdorf, Patzelitz, Hněwkow, Mačkow, Blatenka, Lhotka, Latzina, Wahlowitz mit Dworetitz sowie Roschitz.
Nach der Ablösung der Patrimonialherrschaften wurde Blatná 1850 zur Bezirksstadt und Sitz eines Bezirksgerichtes. Der politische Bezirk Blatná umfasste 106 Gemeinden und teilte sich in die Gerichtsbezirke Blatná und Březnice. 1885 erfolgte der Umbau der Zuckerfabrik zur Obstbrennerei. Im Jahre 1899 nahm die Eisenbahn von Strakonice über Blatná nach Březnice den Betrieb auf. Gleichzeitig entstand auch eine Zweigbahn von Blatná nach Nepomuk, die die Stadt mit Pilsen verband. Nach dem Ersten Weltkrieg begann der Gärtner Jan Böhm in Blatná mit der Anlegung von Rosengärten. Bis 1931 vergrößerte Böhm die Rosenplantagen auf 31 Hektar und Blatná erlangte als Rosenstadt internationale Bekanntheit. 1930 lebten in Blatná 3083 Menschen.
Bei der Verwaltungsreform von 1960 verlor Blatná den Bezirkssitz und wurde in den Okres Strakonice eingegliedert. Im Jahre 2002 überflutete ein Hochwasser der Lomnice Teile der Stadt.

### Legende
Im Speisesaal des Schlosses soll sich bis ins 18. Jahrhundert ein großes Waldgemälde befunden haben, das einen Mohren mit Laterne inmitten eines düsteren Waldgebietes darstellte, der umgeben von rotbekreuzten Templern auf einen großen Stein zeigte. Im Jahr 1770 soll ein neu angestellter Kanzleibeamter das Gemälde untersucht haben und hinter der Darstellung des angeleuchteten Steines einen Hohlraum von einem halben Metzen aufgefunden haben. Nach dessen Eröffnung soll das Wandbild verschwunden sein.

## Städtepartnerschaften
- Calderdale, England
- Roggwil, Schweiz
- Sargé-lès-le-Mans, Frankreich
- Vacha, Deutschland
- Važec, Slowakei

## Kultur und Sehenswürdigkeiten
- Schloss Blatná

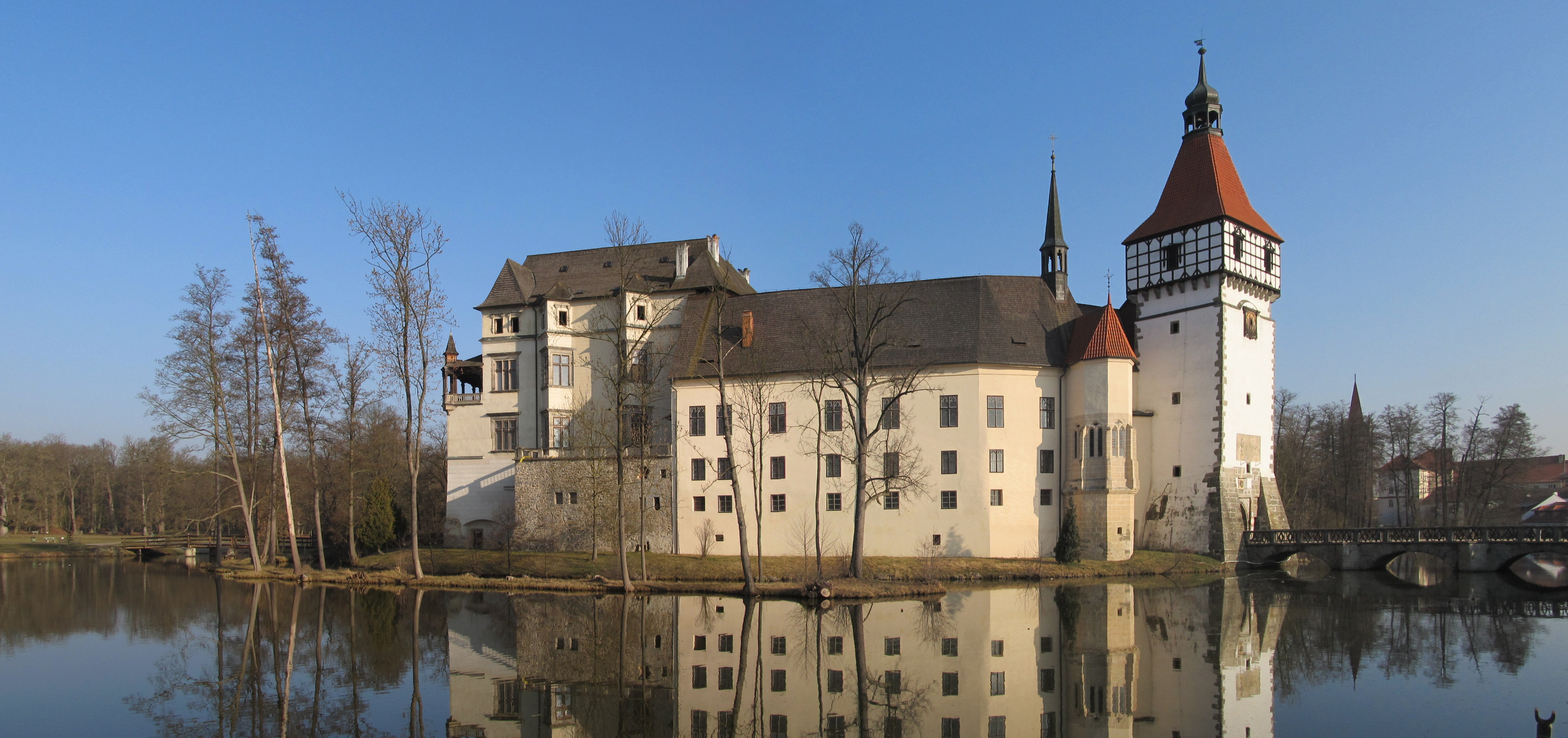
Schloss Blatná

- Kirche Mariä Himmelfahrt, errichtet zwischen 1290 und 1390 und im 15. Jahrhundert umgestaltet
- Mariensäule auf dem Markt
- Schloss Čekanice
- Stadtmuseum, darin seit 1947 in Blatná hergestellte Resonet-Musikinstrumente

## Persönlichkeiten

### Söhne und Töchter der Stadt
- Jan Pravoslav Koubek (1805–1854), tschechischer Schriftsteller und Philologe
- Jindřich Hanuš Böhm (1836–1916), tschechischer humoristischer Autor
- Karel Strakatý (1804–1868), Opernsänger
- Franz Simandl (1840–1912), Kontrabassist und Musikpädagoge
- Jan Böhm (1888–1959), tschechischer Rosenzüchter
- Kamil Běhounek (1916–1983), tschechoslowakischer bzw. deutscher Musiker

### In der Stadt lebten und wirkten
- Jan Evangelista Purkyně arbeitete von 1809 bis 1812 als Hauslehrer und Erzieher von Ferdinand Freiherr Hildprandt von Ottenhausen (1797–1859)